# ザ・ビューティーズ!
『ザ・ビューティーズ!』は宝塚歌劇団の舞台作品。花組公演。形式名は「グランド・レビュー」。22場。
作・演出は中村一徳。併演作品は『源氏物語 あさきゆめみし』。

## 解説
※『宝塚歌劇100年史（舞台編）』の宝塚大劇場公演参考。
宝塚の男役の美学と気品、娘役の可憐な美しさ等、愛華みれ率いる花組の様々な魅力をバラエティー豊かな音楽に乗せるレビュー作品。出演者全員による華やかなプロローグから、ロックの音楽のスターパレード、ジャズによるパワフルなダンスシーン、そして宝塚公演では86期生による初舞台のラインダンスへと続くダイナミックで豪華絢爛なグランド・レビュー。

## 公演期間と公演場所
- 2000年4月7日 - 5月15日　宝塚大劇場[1]
- 2000年7月1日 - 8月14日　TAKARAZUKA1000days劇場[2]
- 2001年4月28日 - 5月20日　全国ツアー[3]

### 全国ツアーの日程
- 4月28日・29日　広島郵便貯金会館[3]
- 4月30日　呉市文化ホール（広島県）[3]
- 5月2日 - 5月6日　福岡市民会館[3]
- 5月8日　香川県県民ホール[3]
- 5月9日　西条市総合文化会館（愛媛県）[3]
- 5月10日　愛媛県県民文化会館（メインホール）[3]
- 5月12日　府中の森芸術劇場（東京都）[3]
- 5月13日　川口総合文化センター（埼玉県）[3]
- 5月15日　伊勢崎市文化会館（群馬県）[3]
- 5月16日　鴻巣市文化センター（埼玉県）[3]
- 5月17日　和光市民文化センター（埼玉県）[3]
- 5月19日・20日　市川市文化会館[3]

## スタッフ
※氏名の後ろに「宝塚」「東京」「全国」の文字がなければ全劇場共通。
- 作曲・編曲：西村耕次/甲斐正人/鞍富真一
- 音楽指揮：御﨑惠
- 振付：名倉加代子/家城比呂志/藍エリナ/大谷盛雄/平山高良
- 装置：関谷敏昭
- 衣装：任田幾英
- 照明：勝柴次朗
- 音響：加門清邦
- 小道具：伊集院撤也
- 効果：切江勝
- 演出助手：齋藤吉正/大野拓史
- 装置補：広森守
- 衣装補：河底美由紀
- 小道具補：田中武彦
- 舞台進行：西原徳充
- 舞台監督：藤村信一（東京）/木村信也（東京）/宮脇学（東京）/斎藤栄作（東京）
- 舞台美術製作：株式会社宝塚舞台
- 演奏：宝塚歌劇オーケストラ（宝塚・全国）
- 録音演奏：宝塚歌劇オーケストラ（東京）
- 衣装生地提供：日東紡績株式会社
- 制作：木村康久

## ベルリン公演出演のため休演者
※宝塚：5月9日から5月15日まで。東京：7月1日から7月17日まで。
- 貴柳みどり[4][5]
- 楓沙樹[4][5]
- 鈴懸三由岐[4][5]
- 真丘奈央[4][5]
- 水夏希[4][5]
- 舞風りら[4][5]
- ふづき美世[4][5]
- 蘭寿とむ[4][5]
- 壮一帆[4][5]
- 愛音羽麗[4][5]
- 舞城のどか[4][5]
- 桜一花[4][5]

## 主な配役

### 宝塚・東京
宝塚
- ザ・ビューティーズ紳士S、ハートジャックS、ジャングルプリンス、ジャズの男S、デュエットの男S、パレードの紳士S - 愛華みれ
- ザ・ビューティーズ淑女S、淑女S、極楽鳥S、ジャズの女S、デュエットの女S、パレードの淑女S - 大鳥れい
- ザ・ビューティーズ紳士A、客の紳士S、豹男A、ブルースの男、フィナーレの男A - 匠ひびき
- ザ・ビューティーズ紳士A、セラーマスターA、豹男A、フィナーレの男A - 伊織直加
- ザ・ビューティーズ淑女A、ワインレディS、極楽鳥A、フィナーレの女A - 渚あき
- セラーマスター、ボディガード、黒豹A - 楓沙樹
- ザ・ビューティーズ紳士B、客の紳士、豹男、ボーイA - 春野寿美礼
- ザ・ビューティーズ紳士B、客の紳士、豹男、ロックシンガー - 瀬奈じゅん
- ザ・ビューティーズ紳士B、セラーマスター、ボディガード、ロックシンガーA - 水夏希

東京の変更点（水夏希の組替えによる）
- ザ・ビューティーズ紳士B - 眉月凰
- セラーマスター - 桐生園加
- ボディガード - 風人夕真
- ロックシンガー - 瀬奈じゅん

### 全国ツアー
- ザ・ビューティーズ紳士S、ハートジャックS、ジャングルプリンス、ジャズの男S、デュエットの男S、パレードの紳士S - 愛華みれ[3]
- ザ・ビューティーズ淑女S、淑女S、極楽鳥S、ジャズの女S、デュエットの女S、パレードの淑女S - 大鳥れい[3]
- ザ・ビューティーズ紳士A、客の紳士S、豹男A、ブルースの男、フィナーレの男A、パレードの紳士A - 楓沙樹[3]
- ザ・ビューティーズ紳士A、セラーマスターA、豹男A、ブルースの男、フィナーレの男A、パレードの紳士A - 春野寿美礼[3]